# リーベナウ (ヘッセン)
リーベナウ  ( Liebenau) は、ドイツ連邦共和国ヘッセン州北部のカッセル郡に属す小都市である。

## 地理

### 位置
リーベナウは、その北の市境がノルトライン＝ヴェストファーレン州と接する、カッセル郡の北部、ヴァールブルク・ベーデの南東境に位置する。カッセルの北西約 25 km（直線距離）で、西のヴァールブルクと東のホーフガイスマーの間にあたる。
リーベナウをほぼ東西にディーメル川が流れている。上流側ではエッゲル川（北から）、リーベナウではフォムバッハ川（北から）、下流側ではヴァルメ川（南から）がディーメル川に合流する。
それぞれ数 km 離れて北東にはゾリング山地、東にラインハルトの森、南にハービヒツヴァルト、北西にエッゲ山地がある。

### 隣接する市町村
リーベナウは、北はトレンデルブルク、東はホーフガイスマー、南東はグレーベンシュタイン、南はカルデンとブロイナ（以上、いずれもカッセル郡）、西と北西はヴァールブルクとボルゲントライヒ（ともにノルトライン＝ヴェストファーレン州ヘクスター郡）と境を接している。

### 市の構成
自治体としてのリーベナウ市は、中核市区のリーベナウの他、エルゼン、グリメルスハイム、ハウエダ、ラーメルデン、ニーダーマイザー、オストハイム、ツヴェルゲンといった市区からなる。

## 歴史

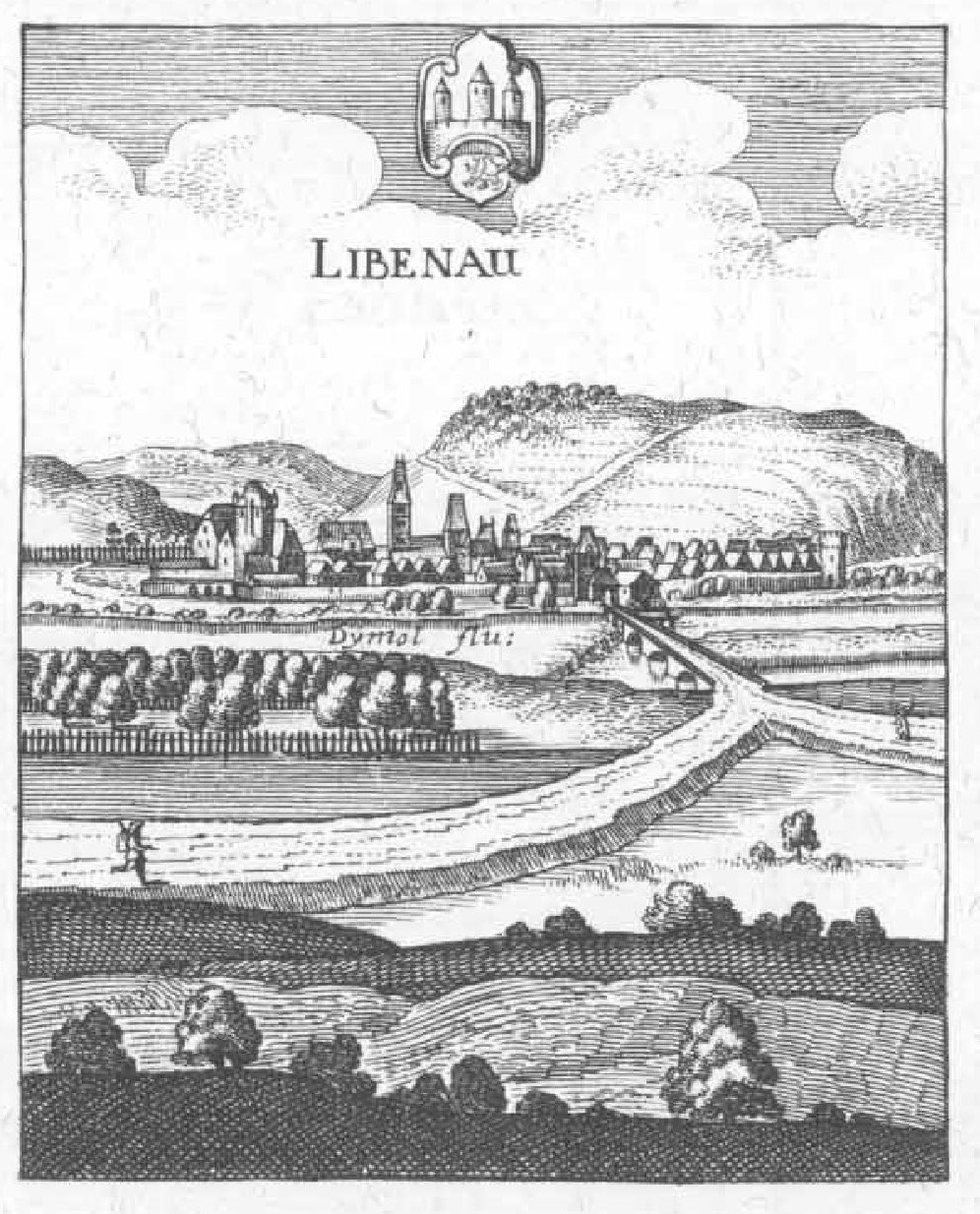
マテウス・メーリアンの銅版画に描かれた1655年頃のリーベナウ

ラーメルデンとハウエダ近郊の採石場には北ヘッセン最大の化石の発掘場がある。ここでは、特にノトサウルスやウミユリの化石が発掘されている。この発掘場の所有者はカッセル自然科学博物館で、定期的に発掘が行われている。
緩やかな丘陵と肥沃な土地を持つヴァーブルク・ベルデは非常に古い入植地である。数多くの出土品が、新石器時代から継続的な定住地があったことを証明している。国境地域としての歴史も長い。古くはカッティ族、ケルスカー族、ザクセン族が、後にはパーダーボルン司教とヘッセン方伯が、この肥沃な土地の所有を巡って争った。リーベナウは1293年に初めて文献に記録された。ヘッセン方伯ルートヴィヒ2世は、ヘッセン＝パーダーボルン・フェーデの間、1465年にリーベナウやヘッセン州のその他の地域を軍事力で獲得した。
1945年から1949年までリーベナウ駅は、イギリス管理区域（ノルトライン＝ヴェストファーレン州）とアメリカ管理区域（ヘッセン州）との境界の駅となった。

## 行政

### 市議会
リーベナウ市議会は、23議席からなる。

### 市長
リーベナウの市長はペーター・ランゲ (FWG) である。

### 姉妹都市
リーベナウは、1991年に同名の自治体と相互姉妹都市協定を結んだ。
- リーベナウ（ドイツ、ニーダーザクセン州）
- リーベナウ(Liebenau)（ドイツ、ザクセン州アルテンベルク市内の地区）
- リーベナウ(Liebenau)（オーストリア、オーバーエスターライヒ州）

## 引用
1. ↑  Hessisches Statistisches Landesamt: Bevölkerung in Hessen am 31.12.2023 (Landkreise, kreisfreie Städte und Gemeinden, Einwohnerzahlen auf Grundlage des Zensus 2011)]
2. ↑  市議会議員選挙の結果